# Нитс

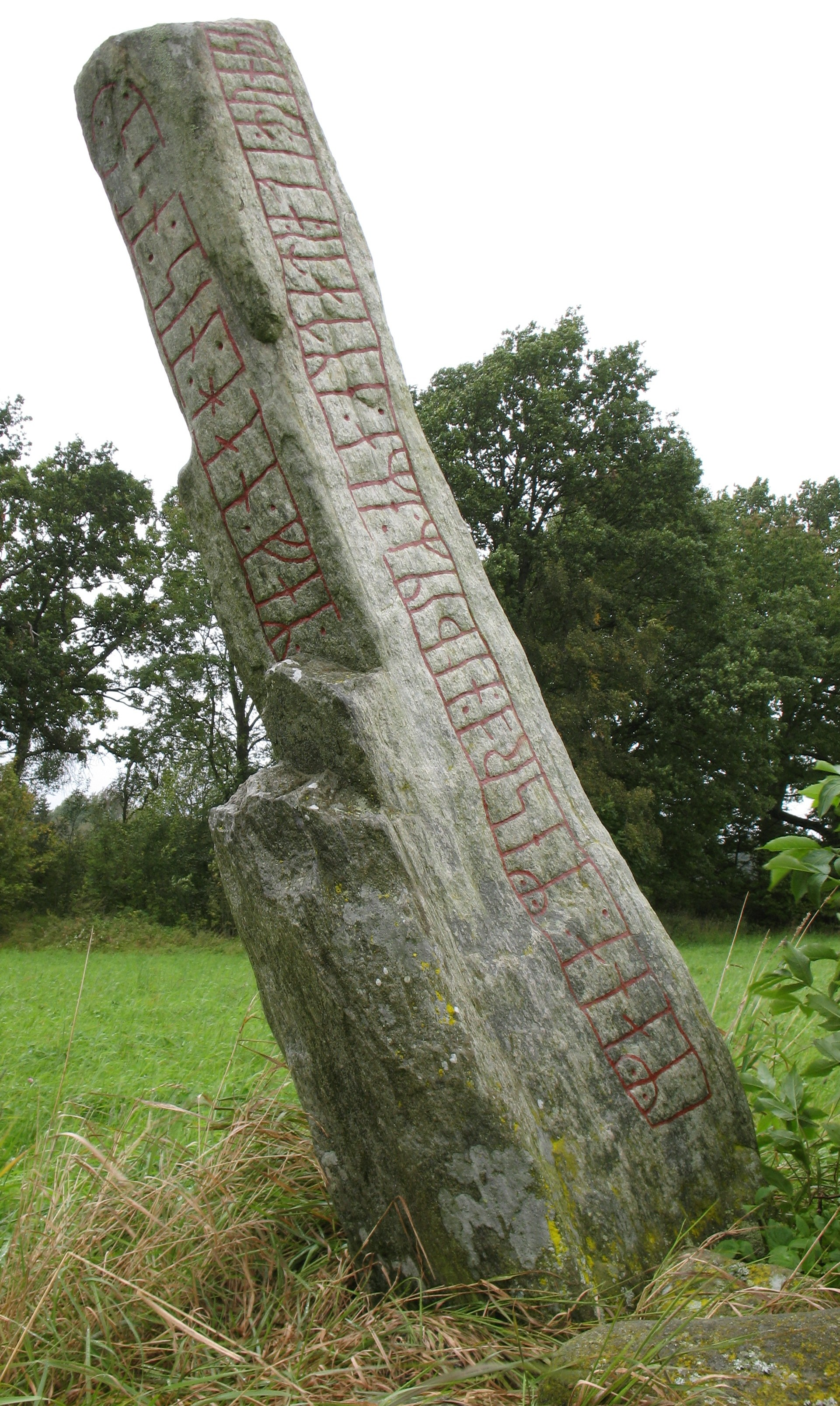
Рунический камень Sm 5 использует противоположность niðingr или oniðingr, чтобы описать человека, который умер в Англии

Нитс (др.-сканд. níð, др.-англ. nīþ, nīð) — у древнегерманских племён термин, обозначающий потерю чести или статус злодея. Заклейменный таким образом человек носил название нидинг др.-сканд. níðingr, др.-англ. nīðing, nīðgæst. Возможно, однако, что клеймение не носило физический характер и являлось лишь формой социального определения статуса человека.

## Рунические камни
Хотя ни одна руническая надпись не использует термины níð или níðingr, в некоторых рунических камнях эпохи викингов используется термин oníðr, который с префиксом означает противоположность níðingr, чтобы описать человека как добродетельного. Рундата переводит этот термин как «невинный». Этот термин используется как описательный термин для рунических камней Ög 77 в Ховгордене, Sö 189 в Окерби, Sm 5 в Трансджо (Transjö), Sm 37 в Рорбро (Rörbro), Sm 147 в Васте (Vasta) Ed и DR 68 в Орхусе, и появляется как имя или часть имени в надписях Ög 217 в Оппиби (Oppeby), Sm 2 в Арингсос (Aringsås) и Sm 131 в Хьортхолмен (Hjortholmen). Та же аллитерирующая древнескандинавская фраза, manna mæstr oniðingR, что переводится как «самый злобный из людей», имеется на Ög 77, Sm 5 и Sm 37, а DR 68 использует вариант этой фразы.